# Rafael Minvielle
Pour les articles homonymes, voir Minvielle.
 (août 2025).
Rafael Minvielle Lamaneta, baptisé à Xàtiva le 2 juillet 1800 et mort à Santiago le 31 janvier 1887, est un homme de lettres espagnol installé en Argentine, puis au Chili.

## Biographie
Fils de Pedro Minvielle, citoyen français établi à Xàtiva, et de la Valencienne Rita Lamaneta (ou Lemanette), Rafael Minvielle appartient à une fratrie de trois enfants, avec sa sœur aînée Ana María et son frère Pedro Vicente. Devenu orphelin très jeune, il est pris en charge par sa sœur, qui l'envoie par la suite étudier en France.
En 1823, il déménage en Argentine, où il ouvre en 1829 le Colegio Mercantil (« Collège commercial ») de Buenos Aires. L'établissement accueillera des personnalités comme Bartolomé Mitre, futur président de la République argentine, ou Félix Frías, célèbre homme politique et orateur.
À l'âge de 36 ans, Minvielle part pour le Chili et s'installe dans la capitale Santiago. Il y continue son travail d'enseignement et fonde un collège littéraire favorablement accueilli dans la ville. Il publie aussi de nombreux textes didactiques et met en place de nouvelles méthodes d'enseignement. Outre ces activités éducatives, il produit d'abondants travaux littéraires principalement tournés vers le genre dramatique ; sa passion pour la dramaturgie le conduit à jouer le rôle de vecteur d'implantation du théâtre au Chili.